# Stara Wargawa
Stara Wargawa [pronunciación en polaco: /ˈstara varˈɡava/] es un pueblo ubicado en el distrito administrativo de Gmina Witonia, dentro del Distrito de Łęczyca, Voivodato de Łódź, en Polonia central. Se encuentra aproximadamente a 6 kilómetros al noroeste de Witonia, a 15 kilómetros al norte de Łęczyca, y a 47 kilómetros al norte de la capital regional Łódź.